# Between a Rock and a Hard Place (livro)
Between a Rock and a Hard Place (br: 127 Horas: Uma empolgante história de sobrevivência)é a autobiografia de Aron Ralston. Publicado em 2004, o livro predominantemente relata a experiência que Ralston teve sendo preso no Blue John Canyon, no deserto de Utah e como ele foi forçado a amputar seu próprio braço direito com um canivete multi-uso, a fim de libertar-se após o seu braço ficar preso por uma pedra. O site Inc.com chamou o livro de Ralston como um dos sete "grandes livros de empreendedorismo que nada tem a ver com negócio".
O livro também descreve a infância de Ralston, como ele ocupou-se em atividades ao ar livre depois de se mudar do Colorado para Indiana, como ele veio a ser um alpinista obsessivo e como ele deixou a sua carreira de engenheiro na Intel no Arizona para assumir atividades ao ar livre, tanto quanto possível.
O livro vai e volta, em capítulos alternados, entre experiências passadas por Ralston e seu encarceramento no slot canyon. Incluído na edição de capa dura estão imagens de seus dias no cânion,  várias fotos dos últimos passeios que ele fala no livro, um glossário do jargão do montanhismo, e mapas do Blue John Canyon e a proximidade do canyon no centro-leste de Utah.
A experiência de Ralston é também o tema do filme 127 Horas, estrelado por James Franco e dirigido por Danny Boyle. Desde o lançamento do filme, a autobiografia também foi vendida com o título de 127 Hours: Between a Rock and a Hard Place.